# Ajak
Ajak ist eine ungarische Stadt im Kreis Kisvárda im Komitat Szabolcs-Szatmár-Bereg.

## Geografische Lage
Ajak liegt fünf Kilometer südwestlich der Stadt Kisvárda. Nachbargemeinden sind Anarcs, Rétközberencs, Pátroha und Nyírtass.

## Geschichte
Der Ort wurde im 13. Jahrhundert schriftlich unter dem Namen Ayac erwähnt. Im 19. Jahrhundert wurde Ajak zweimal von Cholera-Epidemien heimgesucht, 1831 und 1873. Der ersten Epidemie fiel fast ein Viertel der Bewohner zum Opfer. Der Ort erhielt 1972 den Status einer Großgemeinde, feierte 1993 sein 700-jähriges Bestehen und wurde 2013 in den Rang einer Stadt erhoben.

## Städtepartnerschaften
- Aheloj (Ахелой), Bulgarien, seit 2012
- Čierna nad Tisou, Slowakei
- Hyżne, Polen
- Lupeni, Rumänien
- Tschasliwzi (Часлівці), Ukraine, seit 2012
- Welyka Dobron (Велика Добронь), Ukraine, seit 2007
- Werbjasch (Верб’яж), Ukraine, seit 2012[2]

## Infrastruktur
Im Ort gibt es Kindergarten, die Áron-Tamási-Grundschule, Bücherei, Kulturhaus, Haus- und Zahnarzt, Apotheke, drei Kirchen und das Bürgermeisteramt.

## Sehenswürdigkeiten
- 1848/1849er-Denkmal (1848–49 forradalom és szabadságharc emlékműve)
- Gedenkstein zur 700-Jahr-Feier
- Griechisch-katholische Kirche Szent Mihály főangyal, erbaut 1859
- Holzskulptur zum [Reformationsjubiläum 2017] (A reformáció 500. éves évfordulójára), erschaffen von György Szász, Csaba Szakszon und László Legény
- Kruzifixe
- Reformierte Kirche
- Römisch-katholische Kirche Nagyboldogasszony, erbaut 1819 (Spätbarock)
  - In der Kirche befinden sich Fenster, die 1969 von dem Glaskünstler Attila Mohay sen. gestaltet wurden.
- Traditionelle Wohnhäuser mit Schindeldächern
- Weltkriegsdenkmäler (I. és II. világháborús emlékmű)

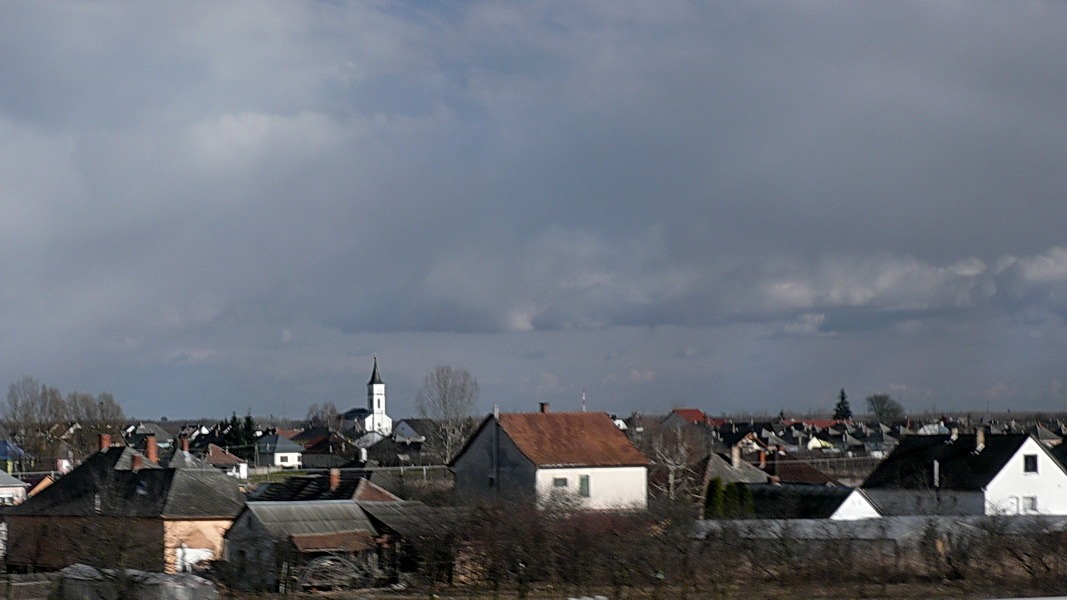
Blick auf die Stadt mit der griech-kath. Kirche Szent Mihály főangyal
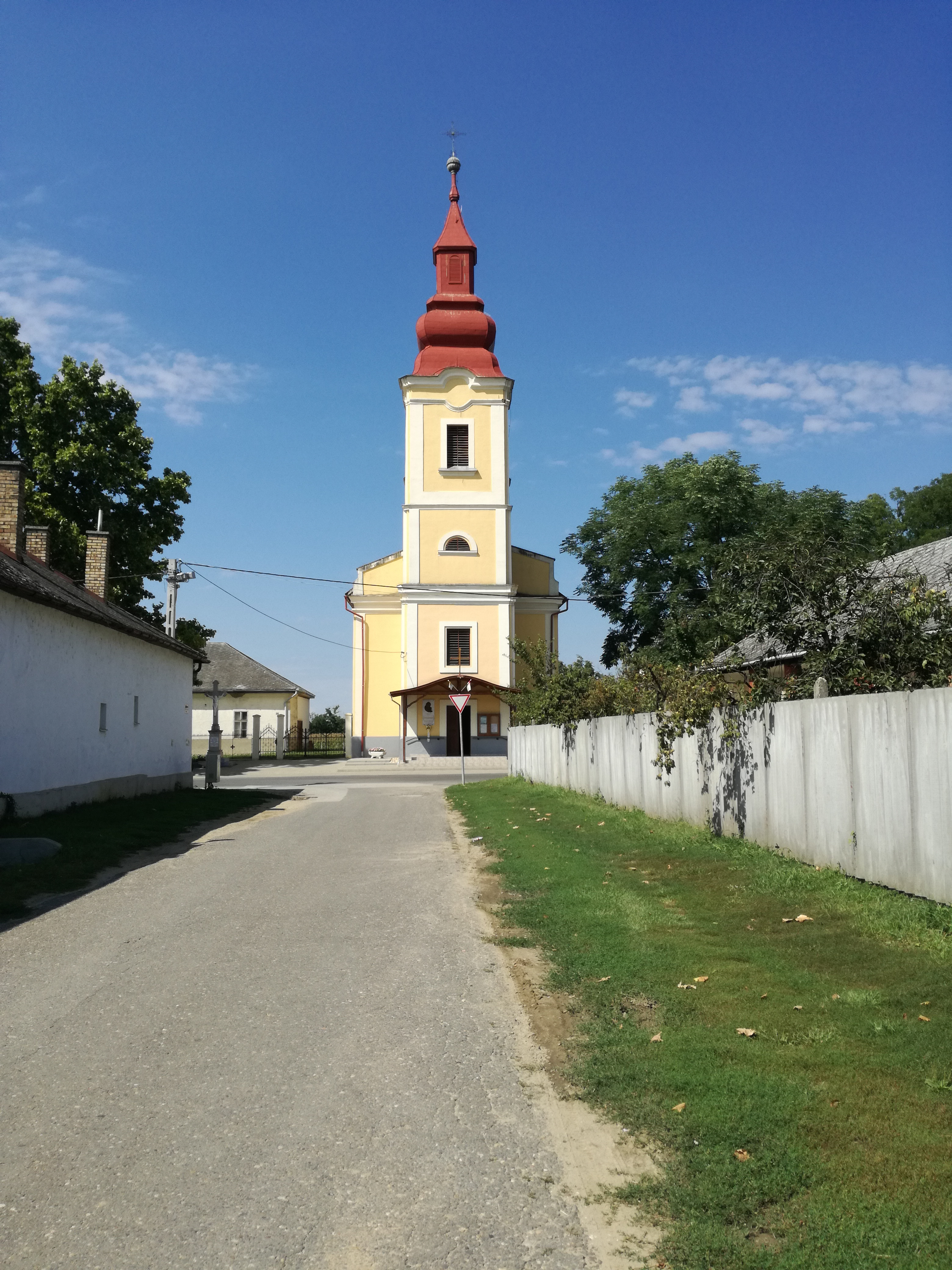
Röm.-kath. Kirche Nagyboldogasszony
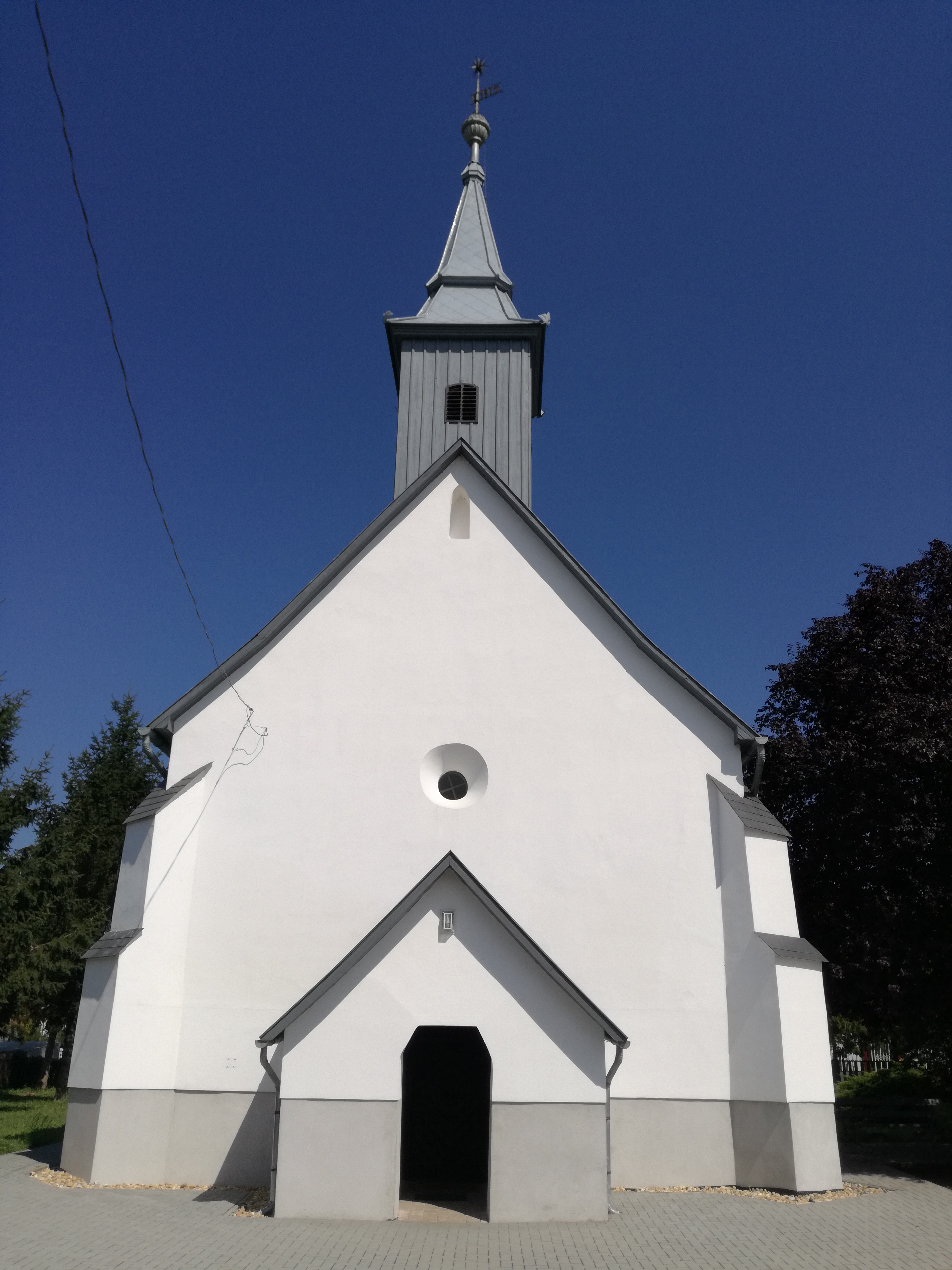
Reformierte Kirche
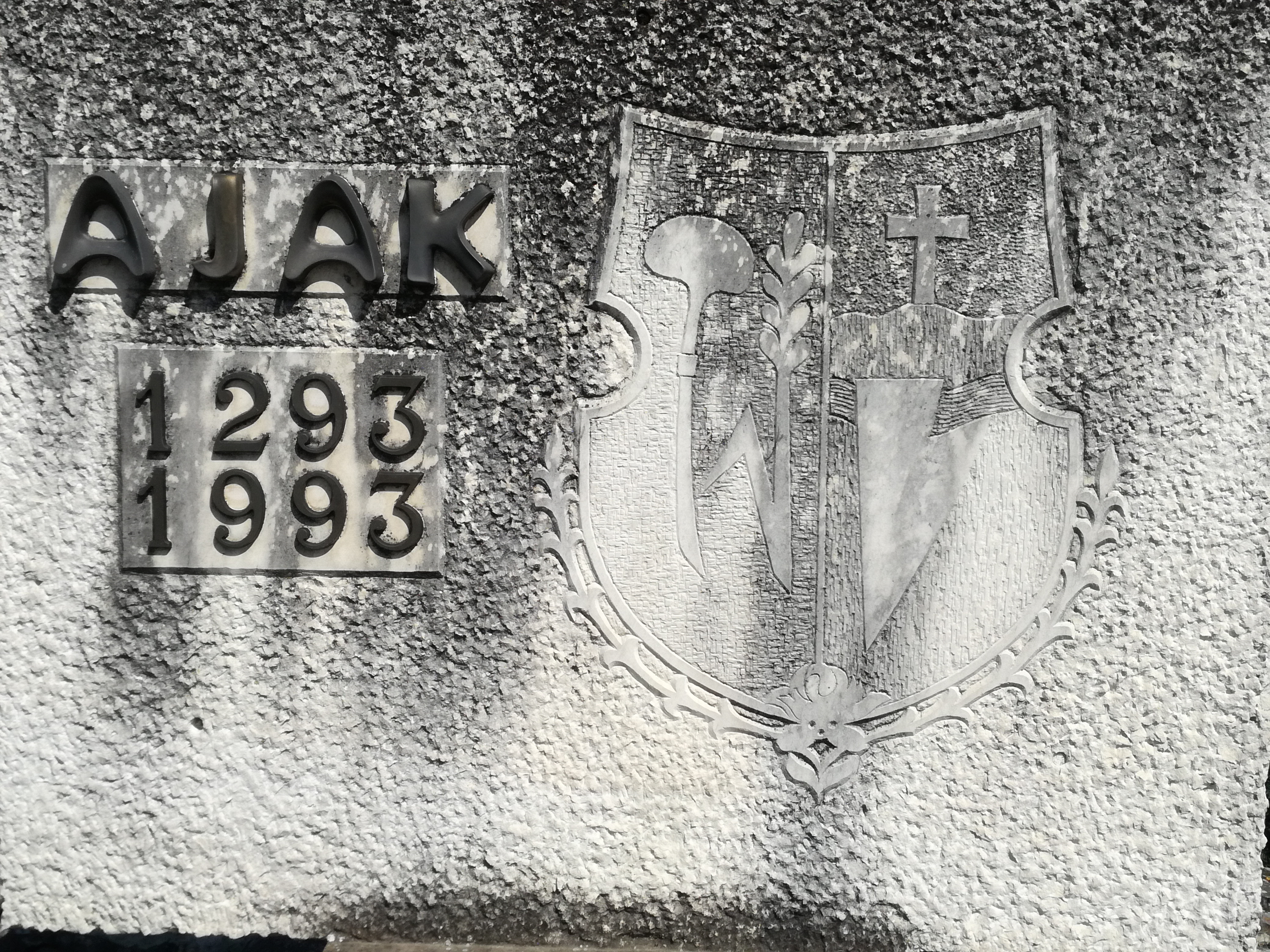
Gedenkstein zur 700-Jahr-Feier

## Verkehr
Durch Ajak verläuft die Landstraße Nr. 4145, westlich des Ortes die Hauptstraße Nr. 4. Die Stadt ist angebunden an die Eisenbahnstrecke von Záhony nach Nyíregyháza.